# Chena (fiume)
Il fiume Chena (in inglese Chena River) è un fiume dell'Alaska centromeridionale, negli Stati Uniti d'America. 

## Etimologia
Il nome del fiume deriva da una parola in lingua "Tanana Athabascan" (Ch'eno).

## Percorso
Chena è il principale affluente del fiume Tanana nella regione interna dello stato americano Alaska. Nasce nella zona delle Montagne Bianche e scorre verso ovest e conclude la sua corsa nei pressi della città di Fairbanks.
I tributari iniziali (alla sorgente) sono alcuni torrenti chiamati localmente: North Fork, South Fork, West Fork, Middle (East) Fork e Little Chena River.
In risposta all'alluvione di Fairbanks del 1967, in vicinanza della cittadina di North Pole è stata costruita una diga per deviare, in caso di piena, le acque del Chena direttamente sul fiume Tanana prima che inondino la città di Fairbanks.

## Pesca e canottaggio
Chena è il fiume sportivo più popolare dell'Alaska. Molti sono i pesci che vivono nelle acque del fiume tra cui:
- tremolo artico (Arctic grayling in inglese);
- bottatrice (Burbot);
- salmone keta (Chum salmon);
- coregoni (Humpback whitefish e Least cisco);
- salmone reale (King salmon);
- suckers (Longnose suckers);
- luccio (Northern pike);
- Prosopium cylindraceum (Round whitefish);
- Stenodus nelma (Nelma).

La pesca del "tremolo artico" è limitata al metodo "catturare e rilasciare".
Il Chena è un fiume "facile" (Classe I secondo la scala WW - grado di difficoltà nella navigabilità dei fiumi); è anche molto accessibile tramite i quattro ponti stradali (il fiume scorre parallelo alla Chena Hot Springs Road) e la Chena River Recreation Area. La parte iniziale, presso i torrenti della sorgente, è classificata Classe II (media difficoltà). Il resto del percorso (fino a Fairbanks) è molto pittoresco e scorre tra colline ricoperte di boschi e in mezzo alla tundra alpina. Lungo il percorso è possible osservare orsi bruni, alci, volpi rosse, castori e lontre. Il percorso lungo 112 km, in canoa, può essere coperto in quattro-cinque giorni.

## Alcune immagini del fiume

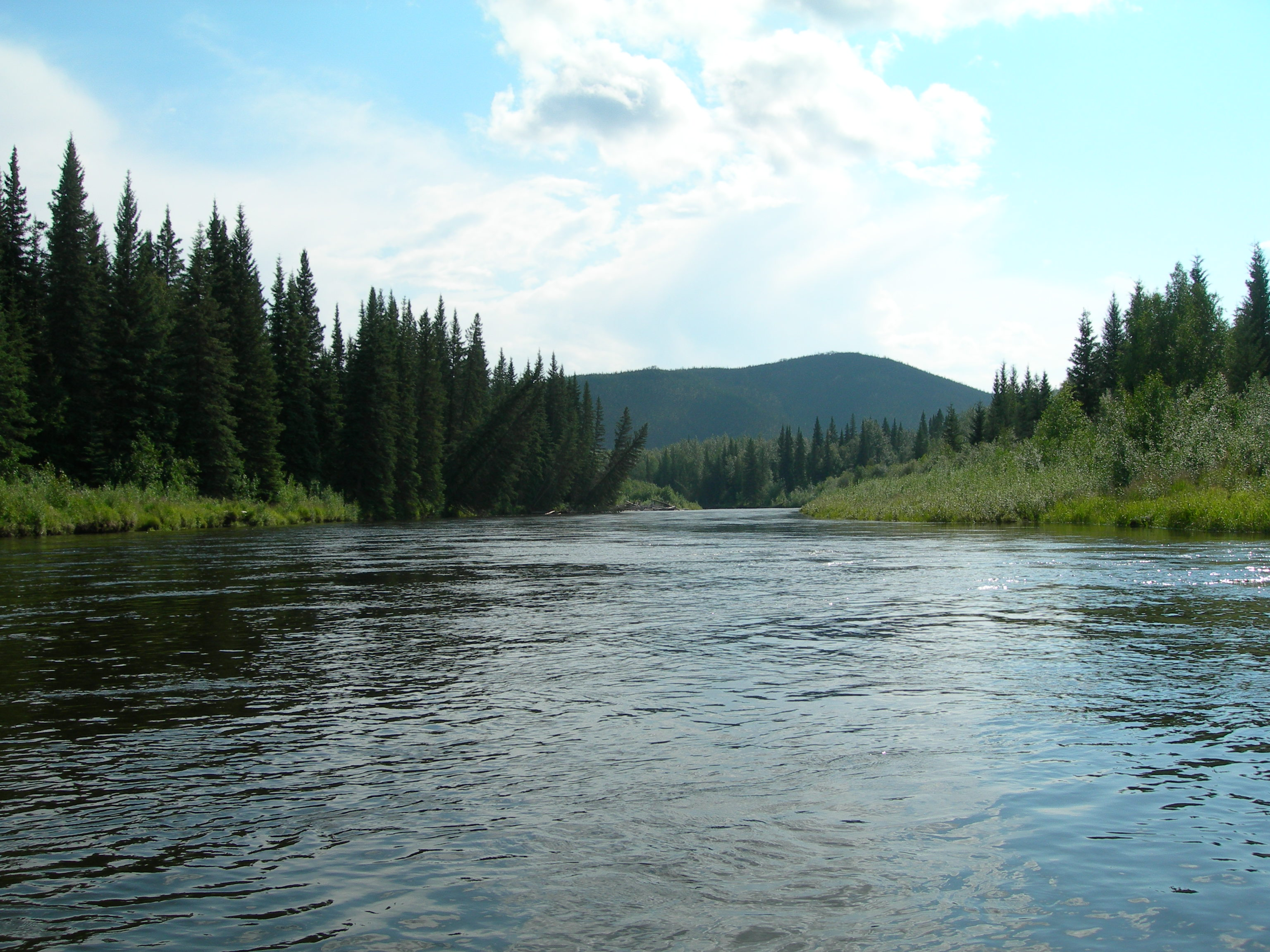
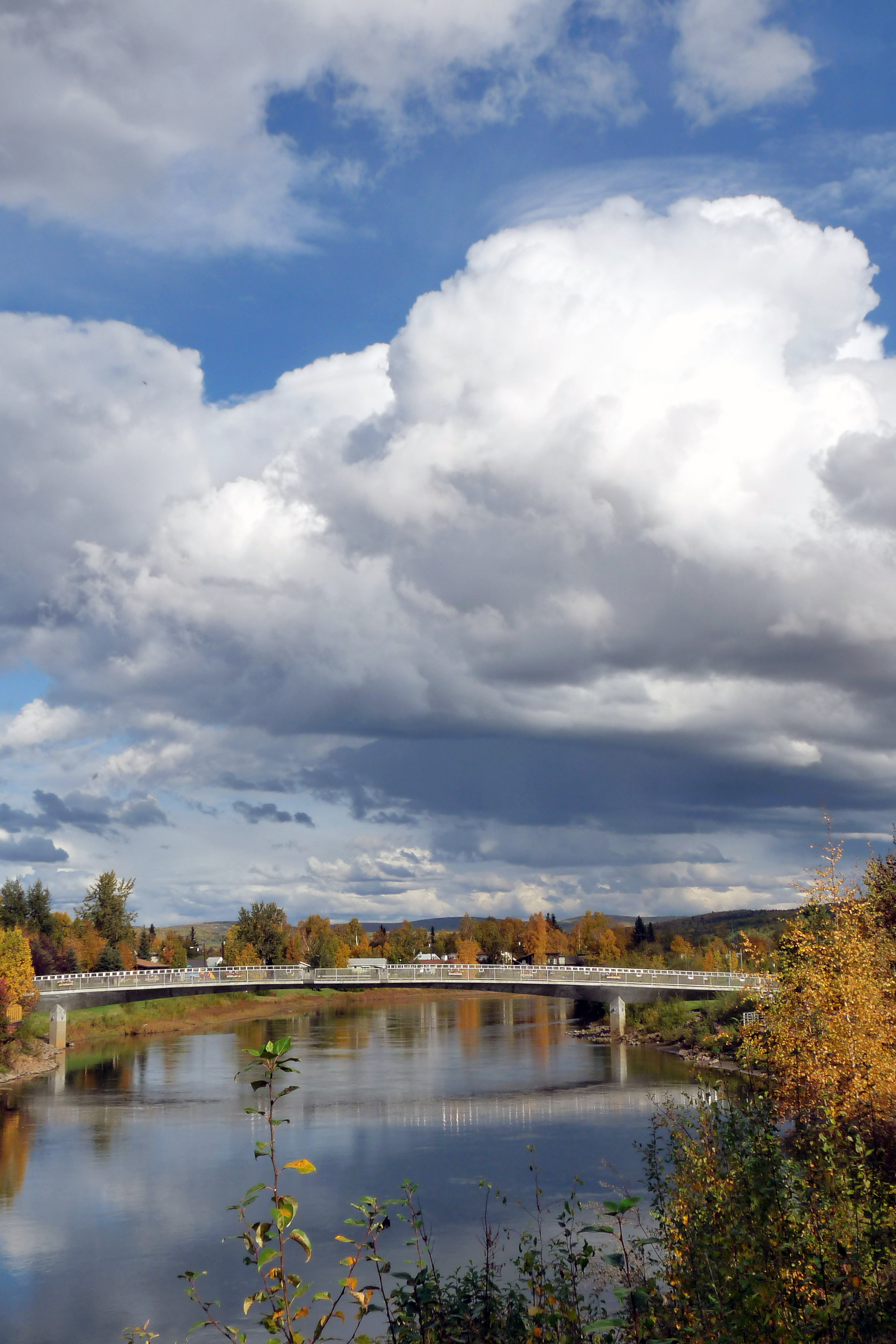
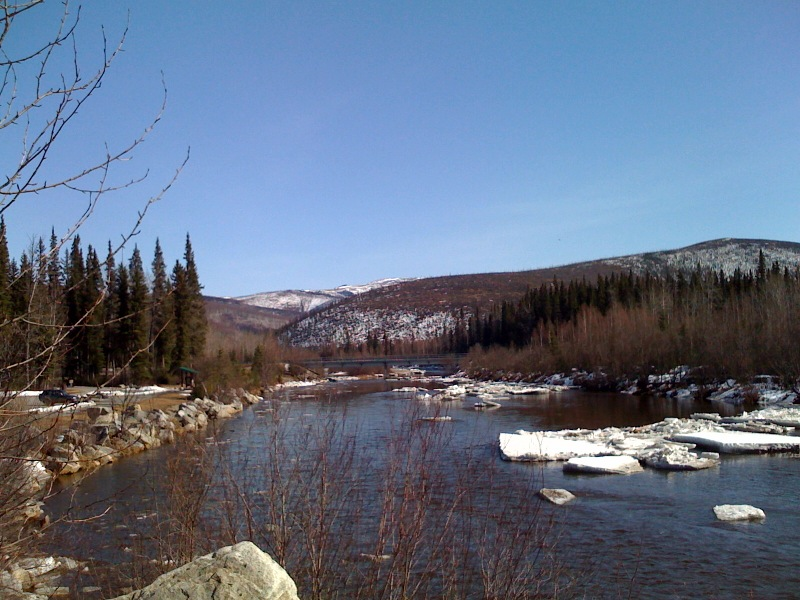
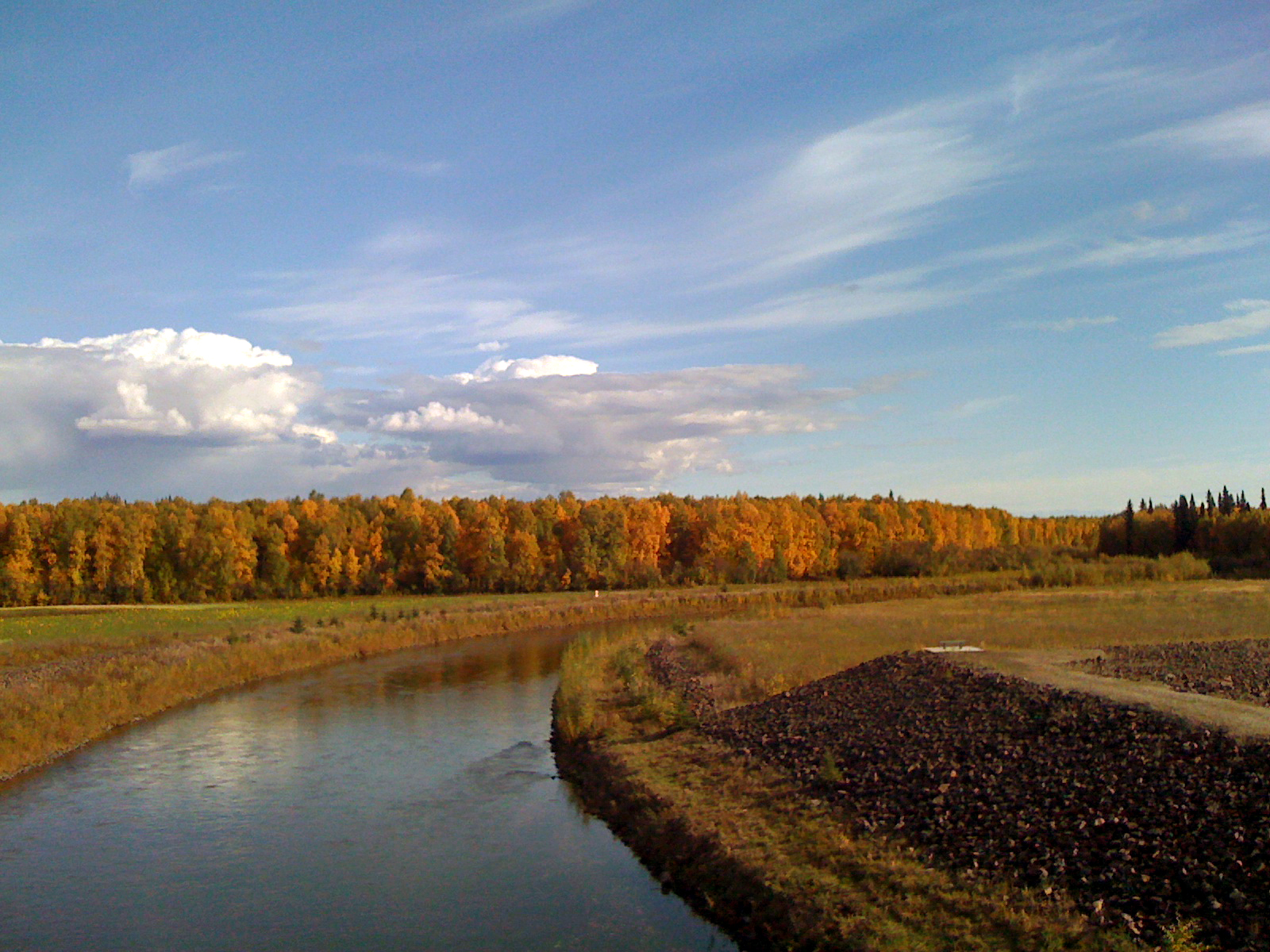
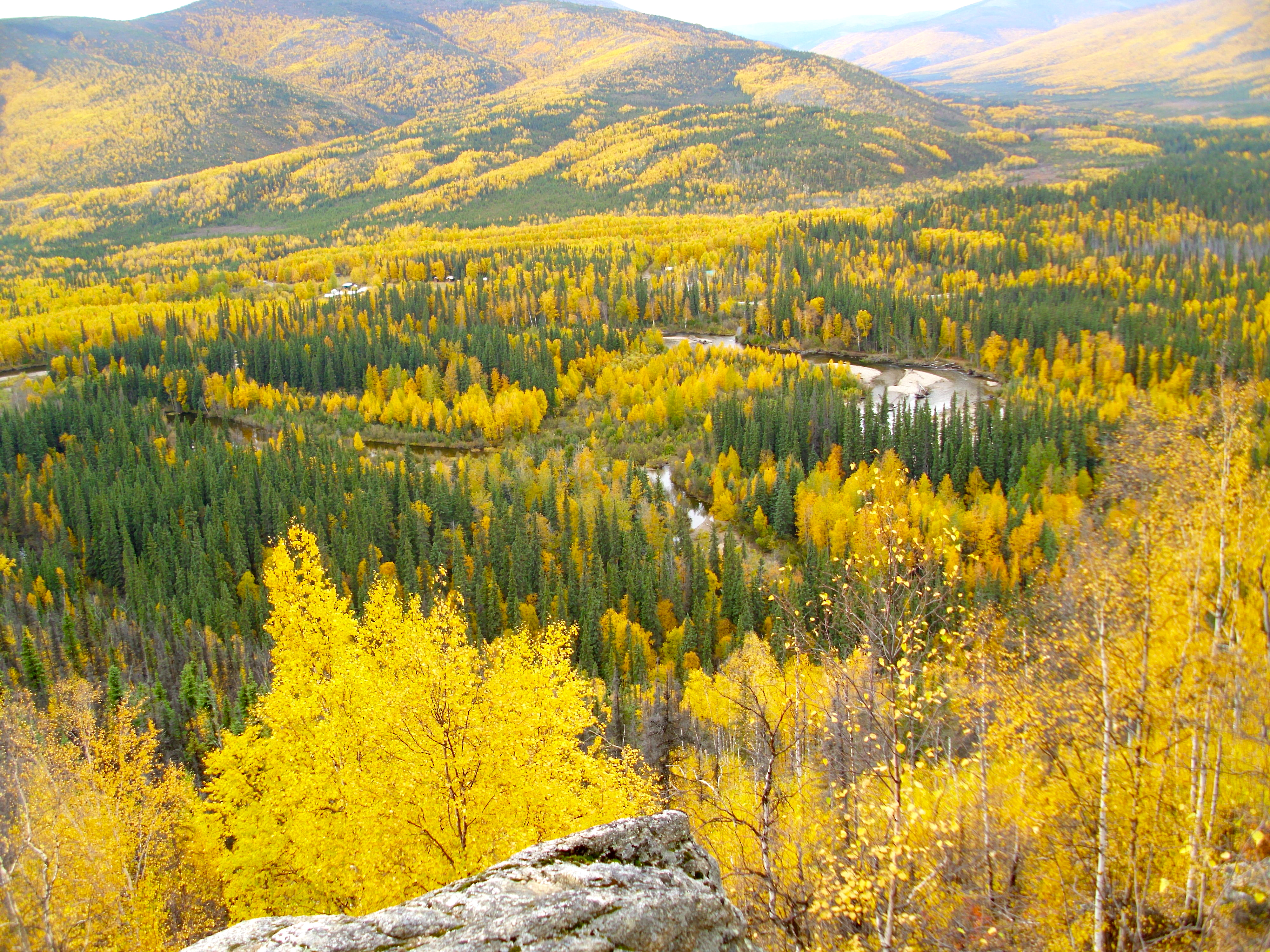
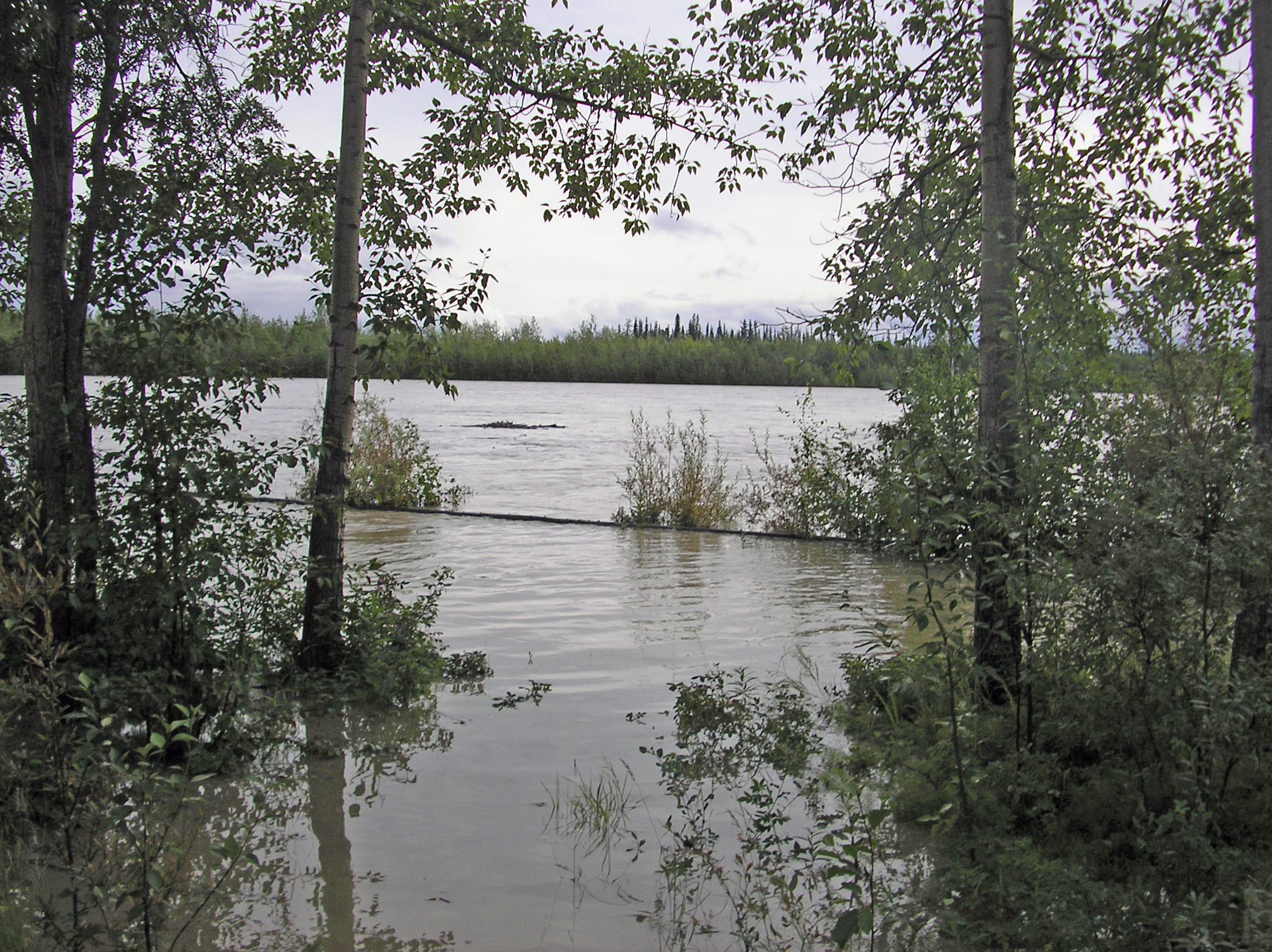
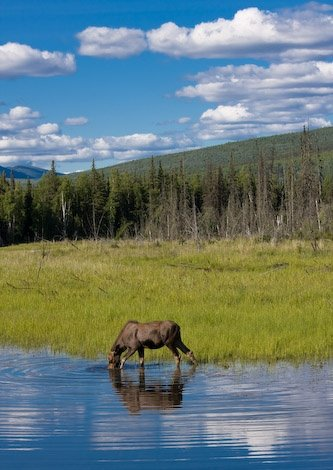